# Jakobskrautbär

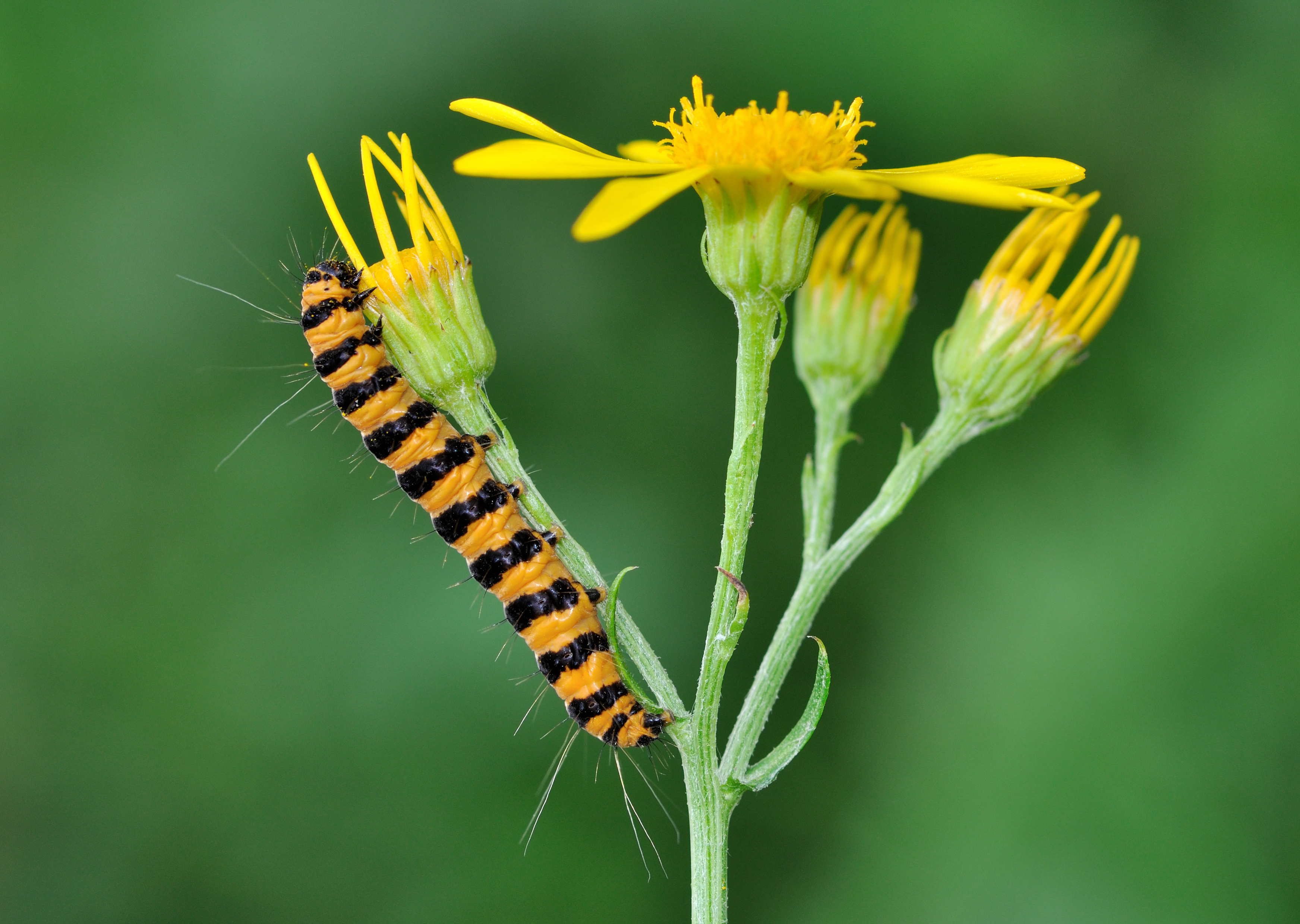
Raupe auf Jakobs-Greiskraut (Jacobaea vulgaris)

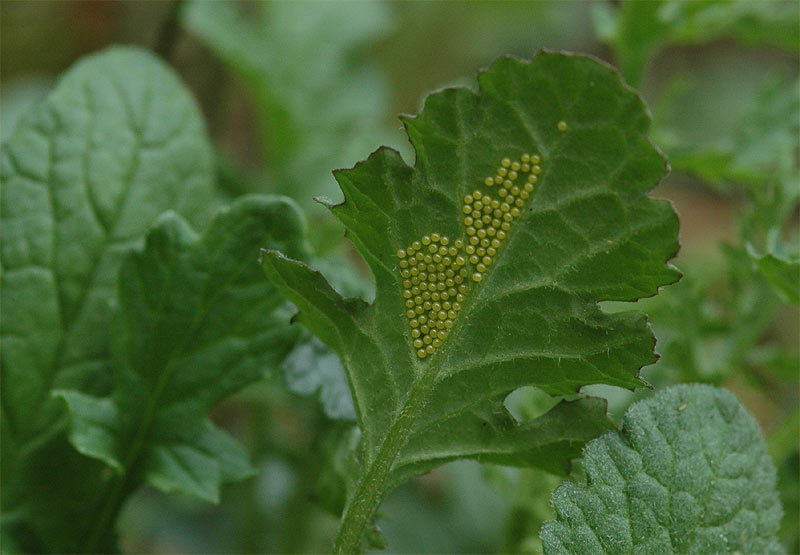
Eigelege

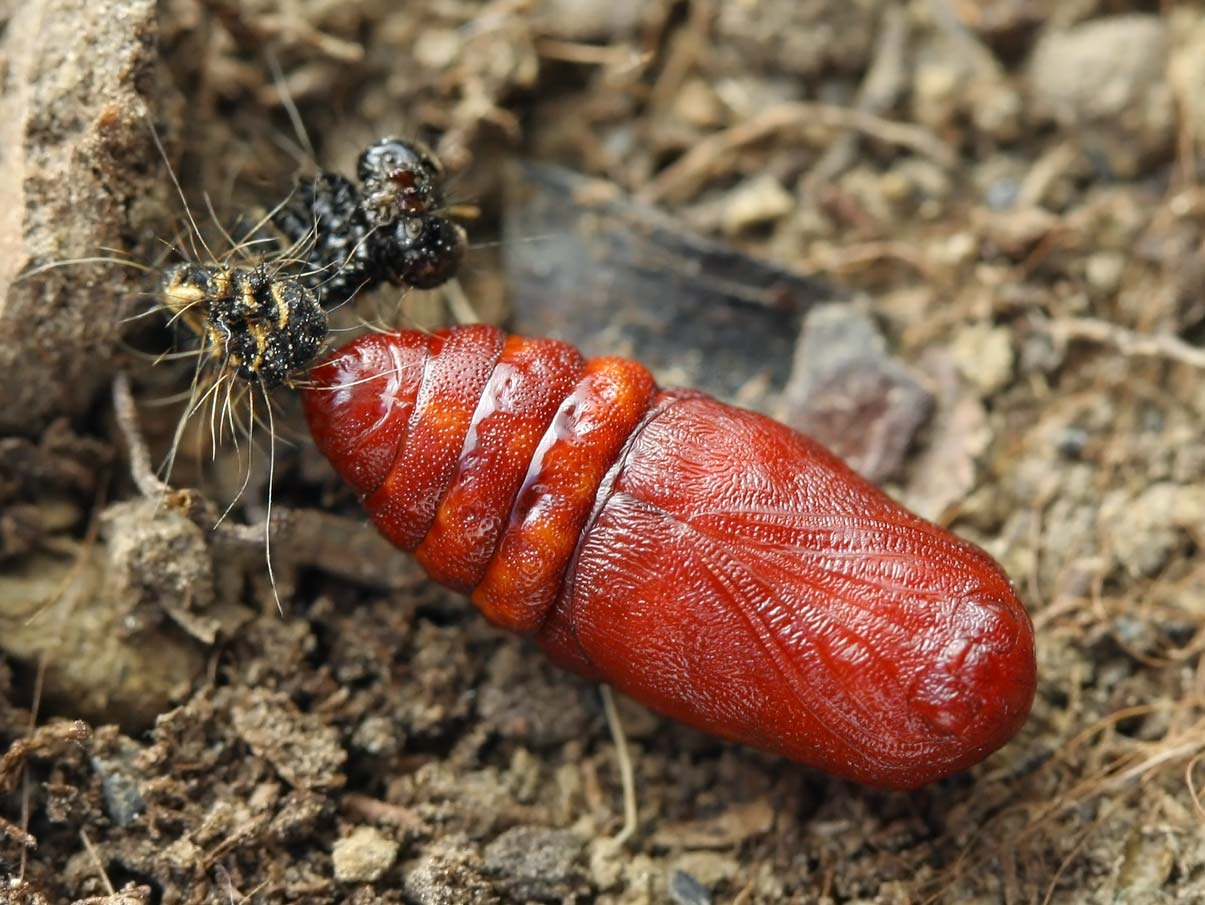
Puppe

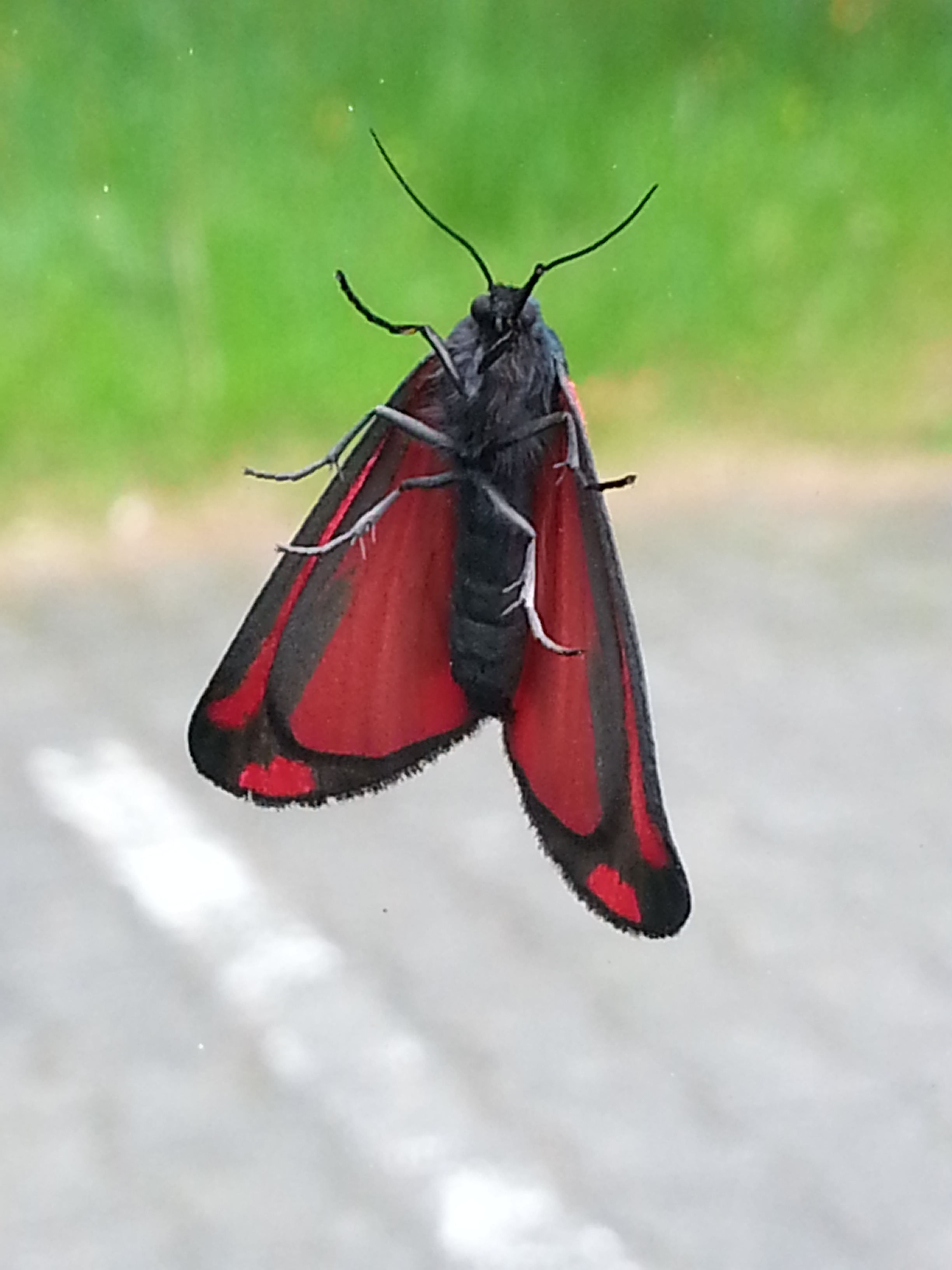
Unterseite eines Falters

Der Jakobskrautbär (Tyria jacobaeae), auch Blutbär oder Karminbär genannt, ist ein Schmetterling (Nachtfalter) aus der Unterfamilie der Bärenspinner (Arctiinae).

## Beschreibung
Die Falter erreichen eine Flügelspannweite von 32 bis 45 Millimetern. Man erkennt sie an den zwei roten Punkten und den langen roten Strichen am Flügelrand, eine auffällige Warntracht (Aposematismus). Die Grundfarbe der Vorderflügel ist schwarz, während die Hinterflügel leuchtend rot gefärbt sind.
Die Raupen werden ca. 30 Millimeter lang. Sie sind leuchtend aposematisch gelb und schwarz geringelt. Ihr Kopf ist schwarz und sie haben wenige, sehr lange, weiße Haare.

### Ähnliche Arten
- Russischer Bär (Euplagia quadripunctaria) (Poda, 1761)
- Schönbär (Callimorpha dominula) (Linnaeus, 1758)

## Lebensraum
Man findet diese Art in trockenem bis leicht feuchtem Gelände mit steppenartigem Charakter, auf Wiesen, in Steinbrüchen, auf Waldwiesen, Trockenrasen und an Rändern von fließenden Gewässern in ganz Europa.

## Verbreitung
Im Norden reicht das klassische Verbreitungsgebiet bis nach Mittelschweden und im Süden bis zu den Tälern der Alpen, aber nur bis zu einer Höhe von 1.600 Metern. Sie kommen häufiger im Süden als im Norden vor, sind aber insgesamt selten.
Als Neozoon ist die Art global in weiteren Bereichen bekannt. Um 1930 wurde sie nach Australien verbracht und ist ebenfalls in Neuseeland, Kanada und in den USA anzutreffen.

## Lebensweise
Die nachtaktiven Tiere bilden normalerweise eine Generation pro Jahr, es kommen aber auch unvollständige zweite Generationen vor. Die Raupen sind gesellig und sitzen oft in größeren Gruppen auf einer Pflanze. In manchen Jahren sind sie stellenweise häufig zu finden. Die Falter fliegen von Mai bis Juni.

## Nahrung und Giftigkeit
Sowohl Falter als auch Raupen sind auffällig gefärbt und kontrastreich gezeichnet. Damit warnen sie optisch. Aus der Ferne betrachtet, verschwimmen die Konturen ihrer Warnzeichnung und werden zu einer Tarnfärbung. Die Raupen ernähren sich von Greiskräutern (Senecio spec. und Jacobaea spec.), hauptsächlich vom Jakobs-Greiskraut (Jacobaea vulgaris), dem sie auch ihren Namen verdanken. Greiskräuter enthalten Gift, v. a. bitter schmeckende Pyrrolizidinalkaloide. Diese Alkaloide sind für Wirbeltiere lebertoxisch und dienen der Abwehr von Pflanzenfressern. Für den Jakobskrautbär sind Pyrrolizidinalkaloide nicht giftig. Die Raupen nehmen die Gifte während des Fressens auf und lagern sie ein, ohne selbst Schaden zu nehmen, wobei sie für andere Tiere giftig werden. Die Pyrrolizidinalkaloide dienen auch zur Ortung der Wirtspflanze, denn sie werden vom Jakobskrautbär gewittert, um das Kraut für die Eiablage aufzufinden. Teilweise fressen die Raupen auch Huflattich (Tussilago farfara) und Pestwurzen (Petasites spec.).

## Entwicklung
Die Weibchen legen ihre Eier in kleinen Gruppen an die Unterseite von Blättern. Die Raupen findet man von Juli bis August. Zum Überwintern verpuppen sie sich am Boden oder in Bodennähe in einem Kokon. Die Falter schlüpfen dann im nächsten Mai bis Juni.